# NGC 159
NGC 159 là một thiên hà dạng hạt đậu bị chặn trong chòm sao Phượng Hoàng. Thiên hà được phát hiện vào ngày 28 tháng 10 năm 1834 bởi John Frederick William Herschel.